# Parallasse
La parallasse è il fenomeno per cui un oggetto sembra spostarsi di posizione in funzione del punto di osservazione. Il termine deriva dal greco παράλλαξις (parállaxis), che significava originariamente "accavallamento", e ha anche assunto il significato scientifico attuale.

Quando osservate qualcosa che sta davanti a voi e poi vi muovete prima verso destra e poi verso sinistra noterete che la posizione dell'oggetto sembra cambiare. Questo fenomeno è chiamato parallasse

Da un punto di vista quantitativo, con il termine parallasse si indica il valore dell'angolo di spostamento.

## Misure di distanza
Misurando l'angolo della parallasse e la distanza tra i due punti di osservazione è possibile calcolare la distanza dell'oggetto per mezzo della trigonometria. Questo è un caso particolare della triangolazione, in cui dato un lato e due angoli oppure un angolo e due lati è possibile calcolare l'intero triangolo. Nella misura della parallasse il triangolo è in genere molto stretto e lungo, con una base molto piccola e gli angoli adiacenti prossimi a 90°. Per questo le misure devono essere effettuate con grande accuratezza.

## Astronomia
La tecnica viene usata in astronomia per determinare la distanza di corpi celesti non eccessivamente lontani. Il punto di osservazione dalla Terra può cambiare in seguito alla rotazione terrestre e si ha la parallasse diurna oppure in seguito alla rivoluzione annuale intorno al Sole, ed in tal caso si ha la parallasse annua.

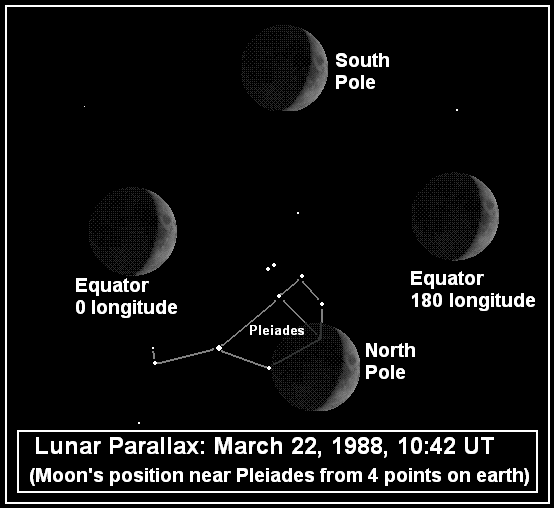
La Luna e le Pleiadi visti nello stesso momento da quattro punti diversi sulla Terra.
NB: è solo una simulazione illustrativa della parallasse lunare, nella realtà le Pleiadi non sono visibili al Polo Sud.

### Parallasse lunare
Una prima tecnica elementare per calcolare la parallasse lunare è quella ottenuta sfruttando una eclissi lunare. L'ombra terrestre proiettata sulla Luna ha un raggio di curvatura apparente uguale alla differenza tra il raggio apparente della Terra ed il raggio del Sole visti dalla Luna. Questo raggio è di 0,75 gradi, da cui, dato il raggio solare pari a 0,25 gradi e il raggio terrestre di 1 grado, si ottiene una distanza Terra-Luna pari a 60 raggi terrestri, ovvero 384000 km.
Un altro sistema per calcolare la parallasse lunare è di osservarne contemporaneamente la posizione rispetto alle stelle fisse da due punti diversi della Terra. Considerando l'orientazione terrestre, la posizione e l'inclinazione dei due punti, la distanza lunare può essere triangolata come:
{\displaystyle distanza_{luna}={\frac {distanza_{\text{punti di osservazione}}}{\tan(angolo)}}}

### Parallasse solare
Dopo che Keplero formulò il modello del sistema solare basato sulle leggi da lui scoperte, mancava ancora una scala delle dimensioni. I rapporti tra le orbite erano determinati, per cui sarebbe stato sufficiente misurare direttamente la distanza Terra-Sole, chiamata unità astronomica (UA).
Un primo metodo per determinare la distanza dal Sole fu proposto nell'antichità da Aristarco da Samo. Se il Sole non era eccessivamente distante, il momento del primo ed ultimo quarto delle fasi lunari non cade esattamente a metà tra il plenilunio ed il novilunio. I tentativi di calcolo erano però basati sull'ipotesi di orbite circolari, ed i risultati ottenuti furono molto imprecisi.
Nel 1716 Edmund Halley suggerì che il transito di Venere sul disco solare potesse essere impiegato per ricavare la parallasse solare. I transiti di Venere sono piuttosto rari, e le prime misure furono fatte solamente nel 1761 e nel 1769. Il metodo è viziato però da un margine di incertezza a causa dell'effetto black drop che rende difficile stabilire con precisione gli istanti di contatto tra i dischi dei corpi celesti.
Agli inizi del XX secolo, per determinare con maggiore precisione la scala del sistema solare, fu misurata la parallasse di alcuni asteroidi, in particolare Eros, che passa periodicamente a soli 22 milioni di km dalla Terra. Studi sulle riflessioni radar di Venere (1958) e di asteroidi come Icaro hanno permesso di misurare direttamente queste distanze e calcolare meglio la parallasse solare. Oggi l'unità astronomica è determinata con precisione per mezzo della telemetria effettuata con sonde spaziali.

Parallasse stellare.

### Parallasse stellare

Esempio di parallasse stellare.

Per determinare la parallasse stellare si sfrutta il cambiamento di posizione assunto dalla Terra durante il suo moto orbitale. La tecnica presuppone la conoscenza del diametro dell'orbita terrestre e richiede l'osservazione dello stesso oggetto celeste a sei mesi di distanza per determinarne lo spostamento apparente rispetto allo sfondo. Più una stella è vicina, più la sua parallasse è grande. Più precisamente si definisce parallasse annua quella derivata da uno spostamento pari alla distanza media tra Terra e Sole (raggio medio dell'orbita).
Questa tecnica ha introdotto in astronomia l'uso di una nuova unità di misura delle distanze, il parsec, definito come la distanza alla quale la parallasse annua è esattamente di un secondo d'arco, ed equivale a 3,26 anni luce. Ad esempio: la stella a noi più vicina dopo il Sole, Proxima Centauri, presenta una parallasse di 0,750" (secondi d'arco). Ne consegue che la sua distanza è 1 / 0,750 = 1,33 parsec, ovvero 4,3 anni luce. Anche con questa precisione le distanze massime misurabili direttamente erano nell'ordine di poche centinaia di parsec; il satellite Gaia, lanciato il 19 dicembre del 2013, ha migliorato sostanzialmente la situazione effettuando rilevazioni con angolazione tra i 20 ed i 200 microarcosecondi. Mediante la tecnica interferometrica della rete radiotelescopica VLBA, con misurazioni effettuate tra il 2014 ed il 2015 è stato possibile misurare una distanza di 66.000 al, tra una regione stellare chiamata G007.47+00.05 ed il suo lato opposto rispetto al sistema solare. Questa misurazione dovrebbe consentire di mappare dettagliatamente in pochi anni l'intera Via Lattea.

## Vista tridimensionale
Nell'uomo e in altri animali i due occhi osservano la stessa scena ma da due punti di vista leggermente diversi, pari alla distanza interpupillare solitamente tra i 50 ed i 60 mm. Se si osserva un oggetto vicino tenendo lo sguardo all'infinito, coprendo alternativamente i due occhi si nota che l'immagine sfocata dell'oggetto sembra spostarsi. Questo principio è detto visione binoculare e consente, attraverso l'elaborazione compiuta dal cervello, di percepire la profondità.
Sono stati inventati diversi sistemi per offrire la visione tridimensionale di fotografie e film (stereoscopia). Si tratta di mostrare ai due occhi due immagini scattate da due posizioni opportunamente traslate tra loro per mezzo di un visore dotato di due obiettivi. Fotografie di questo tipo sono state fatte anche sulla Luna nel corso del programma Apollo.
Un sistema usato comunemente è quello degli anaglifi, che utilizzano degli occhiali con due filtri colorati sulle lenti, uno rosso ed uno ciano. L'immagine, costituita sovrapponendo le due immagini attraverso filtri rossi e ciano, viene filtrata dagli occhiali e percepita differentemente dai due occhi, ricostruendo il senso di profondità.
Altri sistemi impiegano occhiali dotati di due otturatori a cristalli liquidi e di un film in cui i fotogrammi corrispondono alternativamente all'immagine di destra e di sinistra. Gli otturatori sono comandati elettronicamente in modo che ciascun occhio veda il fotogramma corretto.
Nei sistemi di realtà virtuale sono impiegati caschi con due visori LCD, uno per occhio.

## Strumenti di misura e fotografici
Se uno strumento di misura ottico, quale un telescopio, microscopio o teodolite, non è correttamente focalizzato, il reticolo di misura appare spostarsi se l'operatore sposta leggermente l'occhio rispetto allo strumento. Per questo motivo è importante curare la messa a fuoco dello strumento e la posizione dell'operatore.
Anche in strumenti di misura non ottici, quali un righello o uno strumento elettrico analogico la parallasse può dare origine a errori di lettura (errori di parallasse). Spostando il proprio punto di vista i segni sul righello appaiono spostarsi rispetto al punto da misurare, così come una lancetta sembra muoversi sopra la scala graduata, con effetto più consistente quanto maggiore è lo spessore dello strumento o la distanza della scala: per questo motivo è necessario osservare lo strumento da una posizione perfettamente verticale allo strumento stesso.
Un metodo pratico per ridurre l'errore di lettura è quello di porre uno specchietto sul piano della scala graduata, al di sotto dell'indice mobile: in tal modo, chiudendo un occhio, la lettura corretta si otterrà solo quando l'indice e la sua immagine sullo specchio coincideranno. Gli strumenti di misura elettrici più precisi sono infatti dotati di una striscia a specchio sulla scala, e l'utilizzatore deve posizionarsi in modo che l'immagine riflessa sia nascosta dall'indice stesso.
In fotografia l'angolo di parallasse è l'angolo che si forma tra l'asse ottico dell'obiettivo e l'asse ottico del mirino (nelle vecchie macchine reflex biottiche come Rolleiflex, Rolleicord).
L'effetto della parallasse fa sì che l'immagine di oggetti vicini vista attraverso il mirino differisca da quella ripresa dall'obiettivo e per questo capita che in alcune foto le persone fotografate rimangano parzialmente tagliate fuori dalla scena, classiche sono le vecchie foto senza testa o col soggetto eccessivamente eccentrico rispetto alla foto.
Questo inconveniente viene eliminato nelle reflex monoculari nelle quali si vede esattamente quello che viene fotografato (l'immagine per il puntamento e per lo scatto sono riprese dallo stesso obiettivo). Nelle macchine fotografiche a mirino galileiano questo difetto non può essere eliminato.

## Fotogrammetria aerea
In geografia, per determinare il profilo altimetrico di una regione si effettuano fotografie aeree ad intervalli regolari, parzialmente sovrapposte in modo che per ogni punto siano disponibili almeno due immagini distinte.
Conoscendo l'altitudine di volo e la distanza percorsa tra i due scatti è possibile elaborare queste immagini al fine di calcolare l'altezza dei diversi punti e costruire le linee di quota da rappresentare nelle carte geografiche.